# Gaur (Fluss)
Der River Gaur (schottisch-gälisch: Abhainn Gaoire) ist ein Fluss im schottischen Hochland. Er liegt in der Council Area Perth and Kinross etwa 40 km westlich von Pitlochry. 
Die Quelle des River Gaur ist Loch Laidon. Der Fluss verlässt den See an dessen östlichem Ende in der Nähe von Rannoch Station und fließt auf seiner gesamten Länge nach Osten durch das Rannoch Moor. Nach circa 2,5 km durchfließt er Loch Eigheach. Bei Bridge of Gaur mündet er nach circa elf Kilometer in Loch Rannoch.
Der Fluss ist ein Angelgebiet, in dem vor allem Forellen gefangen werden können. Außerdem wird der Fluss im Sommer zum Rafting genutzt. 